# David Jacox
David Jacox (ur. 1 października 1964) – amerykański statysta, kaskader i aktor filmowy.
Członek Stunts Canada, stowarzyszenia zrzeszającego statystów, kaskaderów i zastępców reżyserów filmowych. Pracuje dla telewizji oraz udziela się w filmach przeznaczonych dla dystrybucji kinowej. Jest statystą od 1984 roku. W 2001 roku był nominowany do nagrody Taurus Stunt Award za pracę przy filmie Uwikłany (ang. Reindeer Games, 2000). Był kaskaderem między innymi Davida Hasselhoffa i Michaela Ironside'a.

## Filmografia
- Dzień, w którym zatrzymała się Ziemia (The Day the Earth Stood Still, 2008) – statysta
- Eureka (2006) – statysta
- Fantastyczna Czwórka (Fantastic Four, 2005) – statysta
- Tajemnice Smallville (Smallville, 2001) – statysta
- Dorwać Cartera (Get Carter, 2000) – statysta
- Misja na Marsa (Mission to Mars, 2000) – statysta
- Podwójne zagrożenie (Double Jeopardy, 1999) – aktor (deputowany Ben)
- Jumanji (1995) – statysta
- Piątek, trzynastego VIII: Jason zdobywa Manhattan (Friday the 13th Part VIII: Jason Takes Manhattan, 1989) – aktor (Boxer)
- MacGyver (1987) – statysta